# یوکو ناکانیشی
یوکو ناکانیشی (انگلیسی: Yuko Nakanishi؛ زادهٔ ۱۹۸۱) ورزشکار ورزش شنا اهل ژاپن است.
وی در مسابقات کشوری و بین‌المللی در مجموع برندهٔ ۲ مدال نقره، ۳ مدال برنز شده‌است.